# Teatralnet
Teatralnet és una revista digital en català, especialitzada en arts escèniques; com el teatre, la dansa, el circ, la lírica, el teatre musical i els espectacles parateatrals; a Barcelona i Catalunya, que va ser creada en 1997 per l'Associació per a la difusió de les Arts Escèniques (ADAE), que actualment la controla, amb l'objectiu de facilitar la divulgació teatral contemporània. Està dirigida per Albert Miret, que participa com a tal a una emissió de Catalunya Ràdio, i el Departament de Cultura de la Generalitat de Catalunya hi col·labora. Actualment és una de les revistes de referència escènica a Catalunya, amb una mitjana de 14.000 visites mensuals i amb 21.000 butlletins setmanals distribuïts per correu electrònic.
Pel seu 13è aniversari, Teatralnet va presentar l'obra Flor de nit, de Dagoll Dagom. L'acte va tenir lloc el dia 7 de febrer del 2011 al Teatre Condal, i amb l'ocasió van presentar el nou disseny de la pàgina web, encarant així més el seu objectiu de ser una pàgina web de referència dins del món del teatre.